# Vaakevandring
Vaakevandring was een Noorse blackmetalband, die actief was van 1996 tot 2001. In 2007 kwamen de bandleden een laatste keer bijeen om op het Endtime-festival in Zweden samen met Antestor als hoofdact op te treden. De bandnaam is Noors voor 'ontwaken en gaan lopen'.
De muziek van Vaakevandring bestond uit atmosferische, epische black metal met keyboards en invloeden uit de folkmuziek. Stian Aarstad van Dimmu Borgir verzorgde de muzikale productie van de ep Vaakevandring en de ep kreeg wereldwijd positieve recensies.
Hoewel Vaakevandring alleen een ep uitgaf, was de band van grote invloed op de blackmetalwereld. Het was een van de toonaangevende bands in de kentering van de toen anti-satanistische beweging qua teksten, zoals die van Horde (een band die aan de wieg van het religieuze black-metalgenre stond), naar teksten die meer over filosofie en gevoelens gingen.

## Geschiedenis
Vaakevandring kwam voort uit de popgroep Lothlorien, die door Alexander Nygård, Trond Bjørnstad, Morten Sigmund Magerøy en een gitarist werd opgericht in 1996. Na enige tijd werd de muziek van Lothlorien zwaarder, en de band wijzigde zijn naam in Inertia. In de nieuwe band verzorgde Bjørnstad de 'death growl' (een soort grunt) en werden de baspartijen aan een ander overgelaten.
Religie werd een probleem in Lothlorien. De gitarist die in Inertia bas ging spelen wilde andere, donkerdere thema's in de teksten behandelen. Later verliet hij de band. Omstreeks dezelfde tijd nodigden Dæhlen en Hansen Morten Magerøy uit om deel te nemen aan het project Signum Crusis. Nadat zij drie een keer samen hadden geoefend, werd Alexander Nygård opgenomen als gitaarspeler van het project. Het project wijzigde de naam in Korsferd, met Magerøy op gitaar, Hansen op basgitaar en Dæhlen als drummer. Rond de tijd dat ze hun naam weer wijzigden, ditmaal in Vaakevandrin, fungeerde Hansen als zanger en liet hij de baspartijen over aan Trond Bjørnstad.
De door Stian Aarstad, de toetsenist van Dimmu Borgir, geproduceerde plaat van 1998-'99 viel op. Aarstad had de band live gehoord en bood een gratis sessie in zijn studio aan, zodat hij kon oefenen in het mixen en redigeren.. In december 1998 was de demo af en er werden duizend exemplaren van geperst. In het voorjaar van 2000 werd deze door THT Productions in Indonesië uitgebracht. Later werd de demo opnieuw uitgebracht, ditmaal door Momentum Scandinavia, als een ep met de titel Vaakevandring. Deze is een klassieker binnen de black metal geworden.
De volgende uitgave was "Fall of man", op het verzamelalbum In the Shadow of Death van Endtime Productions. Lars Stokstad van Antestor speelde gitaar als gastmuzikant. Indertijd werden Hansen en Magerøy leden van Antestor, terwijl ze ook nog actief waren bij Vaakevandring, en Pål Dæhlen ging spelen met Frosthardr. De demo's waren al gauw uitverkocht en werden later op eBay voor bijna zestig dollar verkocht.
In 2007 vormden Antestor en Vaakevandring de hoofdattractie tijdens het Endtime-festival in Zweden. Lars Stokstad, alias Vemod, van Antestor speelde toen gitaar voor beide bands.

## Stijl en invloeden
Vroeg in de jaren negentig waren het anti-satanisme en de kruisvaardersmentaliteit de dominerende kenmerken van de Noorse metalmuziek. Ze maakten ook deel uit van de stijl van de band die als de grondlegger van het religieuze black metal wordt gezien, Horde. Later zouden deze kenmerken veranderen doordat bands als Antestor, Crimson Moonlight en wellicht in het bijzonder Vaakevandring christelijke thema's als bekering en verlossing introduceerden. Door de muziek van Vaakevandring evolueerde de klassieke black metal naar metal met een meer gevoelsmatige benadering en een meer filosofische en ideologische inhoud.
In de muziek van Vaakevandring werden elementen uit de folk en paganmetal gecombineerd. Hiermee was de band van invloed op andere groepen, waaronder Arvinger en Holy Blood.
Een aantal bandleden stapte na het uiteengaan in 2001 over naar Antestor.

## Bezetting
- Ronny Hansen - zang
- Morten Sigmund Magerøy - keyboard, gitaar, zang
- Alexander Nygård - gitaar
- Pål Dæhlen - drums
- Trond Bjørnstad - basgitaar, grunt
- Solveig Maria Magerøy - zang (sopraan)

## Discografie
- Vaakevandring (demo) - (1999)
- Vaakevandring (ep) - (2004)